# HD 216770 b
HD 216770 bはHD 216770の周囲を公転する太陽系外惑星である。我々の太陽系で最大の木星質量の3分の2程度の質量を持つ。しかし太陽系の木星型惑星とは異なり、恒星の回りを非常に大きな軌道離心率を持つ。恒星からの平均距離は水星よりも若干大きく、公転周期は118日である。